# Alpen Cup w biegach narciarskich 2018/2019
Alpen Cup w biegach narciarskich 2018/2019 to kolejna edycja tego cyklu zawodów. Rywalizacja rozpocznie się 8 grudnia 2018 r. we francuskim Premanon-Les Tuffes, a zakończy się 17 marca 2019 r. w niemieckim Oberwiesenthal.
Obrońcami tytułów są  wśród kobiet Niemka Antonia Fräbel, a wśród mężczyzn Francuz Jean Tiberghien.

## Kalendarz i wyniki

### Kobiety
| Lp. | Data            | Miejscowość           | Dystans                              | 1. miejsce             | 2. miejsce            | 3. miejsce            |
| --- | --------------- | --------------------- | ------------------------------------ | ---------------------- | --------------------- | --------------------- |
| 1.  | 8 grudnia 2018  | Premanon-Les Tuffes   | 5 km s. klasycznym                   | Odwołano               | Odwołano              | Odwołano              |
| 2.  | 9 grudnia 2018  | Premanon-Les Tuffes   | 10 km s. dowolnym                    | Odwołano               | Odwołano              | Odwołano              |
| 3.  | 21 grudnia 2018 | Valdidentro/Isolaccia | Sprint s. dowolnym                   | Laurien Van Der Graaff | Ilaria Debertolis     | Victoria Carl         |
| 4.  | 22 grudnia 2018 | Valdidentro/Isolaccia | 10 km s. dowolnym                    | Elisa Brocard          | Anouk Faivre-Picon    | Katharina Hennig      |
| 5.  | 23 grudnia 2018 | Valdidentro/Isolaccia | 10 km s. klasycznym (start masowy)   | Antonia Fräbel         | Anouk Faivre-Picon    | Anna Comarella        |
| 6.  | 4 stycznia 2019 | Nové Město na Moravě  | Sprint s. klasycznym                 | Antonia Fräbel         | Fabiana Wieser        | Désirée Steiner       |
| 7.  | 5 stycznia 2019 | Nové Město na Moravě  | 10 km s. dowolnym                    | Antonia Fräbel         | Anna Comarella        | Sofie Krehl           |
| 8.  | 6 stycznia 2019 | Nové Město na Moravě  | 15 km s. klasycznym (start masowy)   | Antonia Fräbel         | Anna Comarella        | Lydia Hiernickel      |
| 9.  | 8 lutego 2019   | Planica               | Sprint s. dowolnym                   | Ilaria Debertolis      | Elisa Brocard         | Lucia Scardoni        |
| 10. | 9 lutego 2019   | Planica               | 10 km s. klasycznym                  | Lucia Scardoni         | Sara Pellegrini       | Nadine Herrmann       |
| 11. | 10 lutego 2019  | Planica               | 15 km s. dowolnym (start masowy)     | Ilaria Debertolis      | Laura Chamiot-Maitral | Elisa Brocard         |
| 12. | 2 marca 2019    | Le Brassus            | 10 km s. dowolnym                    | Laura Chamiot-Maitral  | Coralie Bentz         | Hailey Swirbul        |
| 13. | 3 marca 2019    | Le Brassus            | 15 km s. klasycznym (bieg pościgowy) | Julia Belger           | Hailey Swirbul        | Laura Chamiot-Maitral |
| 14. | 15 marca 2019   | Oberwiesenthal        | Sprint s. dowolnym                   | Kateřina Janatová      | Ilaria Debertolis     | Petra Hynčicová       |
| 15. | 16 marca 2019   | Oberwiesenthal        | 10 km s. klasycznym (start masowy)   | Antonia Fräbel         | Kateřina Razýmová     | Lisa Unterweger       |
| 16. | 17 marca 2019   | Oberwiesenthal        | 10 km s. dowolnym (bieg pościgowy)   | Kateřina Razýmová      | Antonia Fräbel        | Hailey Swirbul        |

### Mężczyźni
| Lp. | Data            | Miejscowość           | Dystans                              | 1. miejsce        | 2. miejsce         | 3. miejsce        |
| --- | --------------- | --------------------- | ------------------------------------ | ----------------- | ------------------ | ----------------- |
| 1.  | 8 grudnia 2018  | Premanon-Les Tuffes   | 10 km s. klasycznym                  | Odwołano          | Odwołano           | Odwołano          |
| 2.  | 9 grudnia 2018  | Premanon-Les Tuffes   | 15 km s. dowolnym                    | Odwołano          | Odwołano           | Odwołano          |
| 3.  | 21 grudnia 2018 | Valdidentro/Isolaccia | Sprint s. dowolnym                   | Richard Jouve     | Valentin Chauvin   | Jöri Kindschi     |
| 4.  | 22 grudnia 2018 | Valdidentro/Isolaccia | 15 km s. dowolnym                    | Andreas Katz      | Thomas Bing        | Hugo Buffard      |
| 5.  | 23 grudnia 2018 | Valdidentro/Isolaccia | 15 km s. klasycznym (start masowy)   | Maurice Manificat | Maicol Rastelli    | Beda Klee         |
| 6.  | 4 stycznia 2019 | Nové Město na Moravě  | Sprint s. klasycznym                 | Valentin Chauvin  | Gilberto Panisi    | Michal Novák      |
| 7.  | 5 stycznia 2019 | Nové Město na Moravě  | 15 km s. dowolnym                    | Robin Duvillard   | Michal Novák       | Hugo Buffard      |
| 8.  | 6 stycznia 2019 | Nové Město na Moravě  | 30 km s. klasycznym (start masowy)   | Valentin Chauvin  | Ueli Schnider      | Simone Dapra      |
| 9.  | 8 lutego 2019   | Planica               | Sprint s. dowolnym                   | Claudio Muller    | Tom Mancini        | Giacomo Gabrielli |
| 10. | 9 lutego 2019   | Planica               | 15 km s. klasycznym                  | Dominik Bury      | Luis Stadlober     | Jean Tiberghien   |
| 11. | 10 lutego 2019  | Planica               | 20 km s. dowolnym (start masowy)     | Dominik Bury      | Bernhard Tritscher | Hugo Buffard      |
| 12. | 2 marca 2019    | Le Brassus            | 15 km s. dowolnym                    | Hugo Lapalus      | Jean Tiberghien    | Hugo Buffard      |
| 13. | 3 marca 2019    | Le Brassus            | 15 km s. klasycznym (bieg pościgowy) | Valentin Chauvin  | Jean Tiberghien    | Hugo Lapalus      |
| 14. | 15 marca 2019   | Oberwiesenthal        | Sprint s. dowolnym                   | Janik Riebli      | Erwan Käser        | Clement Arnault   |
| 15. | 16 marca 2019   | Oberwiesenthal        | 10 km s. klasycznym (start masowy)   | Valentin Chauvin  | Clement Arnault    | Ueli Schnider     |
| 16. | 17 marca 2019   | Oberwiesenthal        | 10 km s. dowolnym (bieg pościgowy)   | Clement Arnault   | Simone Dapra       | Valentin Mättig   |

## Klasyfikacje
| Lp. | Zawodniczka           | Punkty |
| --- | --------------------- | ------ |
| 1.  | Antonia Fräbel        | 821    |
| 2.  | Lydia Hiernickel      | 460    |
| 3.  | Ilaria Debertolis     | 451    |
| 4.  | Laura Chamiot-Maitral | 427    |
| 5.  | Nadine Herrmann       | 376    |
| 6.  | Sara Pellegrini       | 329    |
| 7.  | Elisa Brocard         | 290    |
| 8.  | Coralie Bentz         | 283    |
| 9.  | Katherine Sauerbrey   | 277    |
| 10. | Anna Comarella        | 274    |
| 10. | Kateřina Janatová     | 274    |
| 12. | Cristina Pittin       | 259    |
| 13. | Francesca Franchi     | 251    |
| 14. | Juliette Ducordeau    | 248    |
| 15. | Alina Meier           | 245    |

| Lp. | Zawodnik         | Punkty |
| --- | ---------------- | ------ |
| 1.  | Valentin Chauvin | 675    |
| 2.  | Jean Tiberghien  | 484    |
| 3.  | Simone Dapra     | 387    |
| 4.  | Clement Arnault  | 372    |
| 5.  | Hugo Lapalus     | 348    |
| 6.  | Ueli Schnider    | 317    |
| 7.  | Cédric Steiner   | 289    |
| 8.  | Hugo Buffard     | 269    |
| 9.  | Valentin Mättig  | 265    |
| 10. | Dajan Danuser    | 223    |
| 11. | Arnaud Chautemps | 222    |
| 12. | Luis Stadlober   | 207    |
| 13. | Paolo Ventura    | 205    |
| 14. | Erwan Käser      | 199    |
| 15. | Tom Mancini      | 293    |

## Wyniki Polaków

### Kobiety
| Zawodniczka       | Valdidentro/Isolaccia 21.12 (SP F) | Valdidentro/Isolaccia 22.12 (10 km F) | Valdidentro/Isolaccia 23.12 (10 km C) | Nové Město na Moravě 4.01 (SP C) | Nové Město na Moravě 5.01 (10 km F) | Nové Město na Moravě 6.01 (10 km C) | Planica 8.02 (SP F) | Planica 9.02 (10 km C) | Planica 10.02 (10 km F) | Le Brassus 2.03 (10 km F) | Le Brassus 3.03 (15 km C) | Oberwiesenthal 15.03 (SP F) | Oberwiesenthal 16.03 (10 km C) | Oberwiesenthal 17.03 (10 km F) |
| ----------------- | ---------------------------------- | ------------------------------------- | ------------------------------------- | -------------------------------- | ----------------------------------- | ----------------------------------- | ------------------- | ---------------------- | ----------------------- | ------------------------- | ------------------------- | --------------------------- | ------------------------------ | ------------------------------ |
| Joanna Bronisz    | 47                                 | 48                                    | DNF                                   | –                                | 31                                  | –                                   | –                   | –                      | –                       | –                         | –                         | –                           | –                              | –                              |
| Magdalena Czusz   | –                                  | –                                     | –                                     | 35                               | –                                   | –                                   | –                   | –                      | –                       | –                         | –                         | –                           | –                              | –                              |
| Klaudia Kołodziej | 37                                 | 42                                    | 37                                    | 22                               | 28                                  | 22                                  | –                   | –                      | –                       | –                         | –                         | –                           | –                              | –                              |

### Mężczyźni
| Zawodniczk          | Valdidentro/Isolaccia 21.12 (SP F) | Valdidentro/Isolaccia 22.12 (15 km F) | Valdidentro/Isolaccia 23.12 (15 km C) | Nové Město na Moravě 4.01 (SP C) | Nové Město na Moravě 5.01 (15 km F) | Nové Město na Moravě 6.01 (20 km C) | Planica 8.02 (SP F) | Planica 9.02 (15 km C) | Planica 10.02 (20 km F) | Le Brassus 2.03 (15 km F) | Le Brassus 3.03 (15 km C) | Oberwiesenthal 15.03 (SP F) | Oberwiesenthal 16.03 (15 km C) | Oberwiesenthal 17.03 (15 km F) |
| ------------------- | ---------------------------------- | ------------------------------------- | ------------------------------------- | -------------------------------- | ----------------------------------- | ----------------------------------- | ------------------- | ---------------------- | ----------------------- | ------------------------- | ------------------------- | --------------------------- | ------------------------------ | ------------------------------ |
| Kacper Antolec      | –                                  | –                                     | –                                     | 50                               | 54                                  | –                                   | –                   | –                      | –                       | –                         | –                         | –                           | –                              | –                              |
| Dominik Bury        | 19                                 | 5                                     | –                                     | –                                | –                                   | –                                   | 15                  | 1                      | 1                       | –                         | –                         | –                           | –                              | –                              |
| Kamil Bury          | 44                                 | 31                                    | –                                     | 29                               | –                                   | –                                   | –                   | –                      | –                       | –                         | –                         | –                           | –                              | –                              |
| Mateusz Haratyk     | 70                                 | DNF                                   | –                                     | –                                | –                                   | –                                   | –                   | –                      | –                       | –                         | –                         | –                           | –                              | –                              |
| Paweł Klisz         | –                                  | –                                     | –                                     | 37                               | –                                   | 36                                  | –                   | –                      | –                       | –                         | –                         | –                           | –                              | –                              |
| Krzysztof Małkiński | –                                  | –                                     | –                                     | –                                | –                                   | 52                                  | –                   | –                      | –                       | –                         | –                         | –                           | –                              | –                              |
| Wojciech Pelczar    | –                                  | –                                     | –                                     | 74                               | 68                                  | 53                                  | –                   | –                      | –                       | –                         | –                         | –                           | –                              | –                              |
| Arkadiusz Posiadała | 90                                 | 103                                   | –                                     | 71                               | –                                   | –                                   | –                   | –                      | –                       | –                         | –                         | –                           | –                              | –                              |
| Michał Skowron      | 80                                 | DNF                                   | 77                                    | 33                               | –                                   | 42                                  | 33                  | 52                     | –                       | –                         | –                         | –                           | –                              | –                              |
| Maciej Staręga      | 5                                  | 71                                    | –                                     | 11                               | –                                   | –                                   | –                   | –                      | –                       | –                         | –                         | –                           | –                              | –                              |
| Mateusz Szczotka    | –                                  | 106                                   | –                                     | –                                | DNS                                 | –                                   | –                   | –                      | –                       | –                         | –                         | –                           | –                              | –                              |